# Galdames
Galdames è un comune spagnolo di 799 abitanti situato nella comunità autonoma dei Paesi Baschi.